# Calm Air
Calm Air International Ltd. est une compagnie aérienne basée à Winnipeg au Manitoba (Canada). Elle offre ses services dans le Nord-Ouest du Manitoba et dans la région de Kivalliq au Nunavut. Des services d'affrètement et de fret sont aussi disponibles. Sa base principale est l'Aéroport de Thompson.

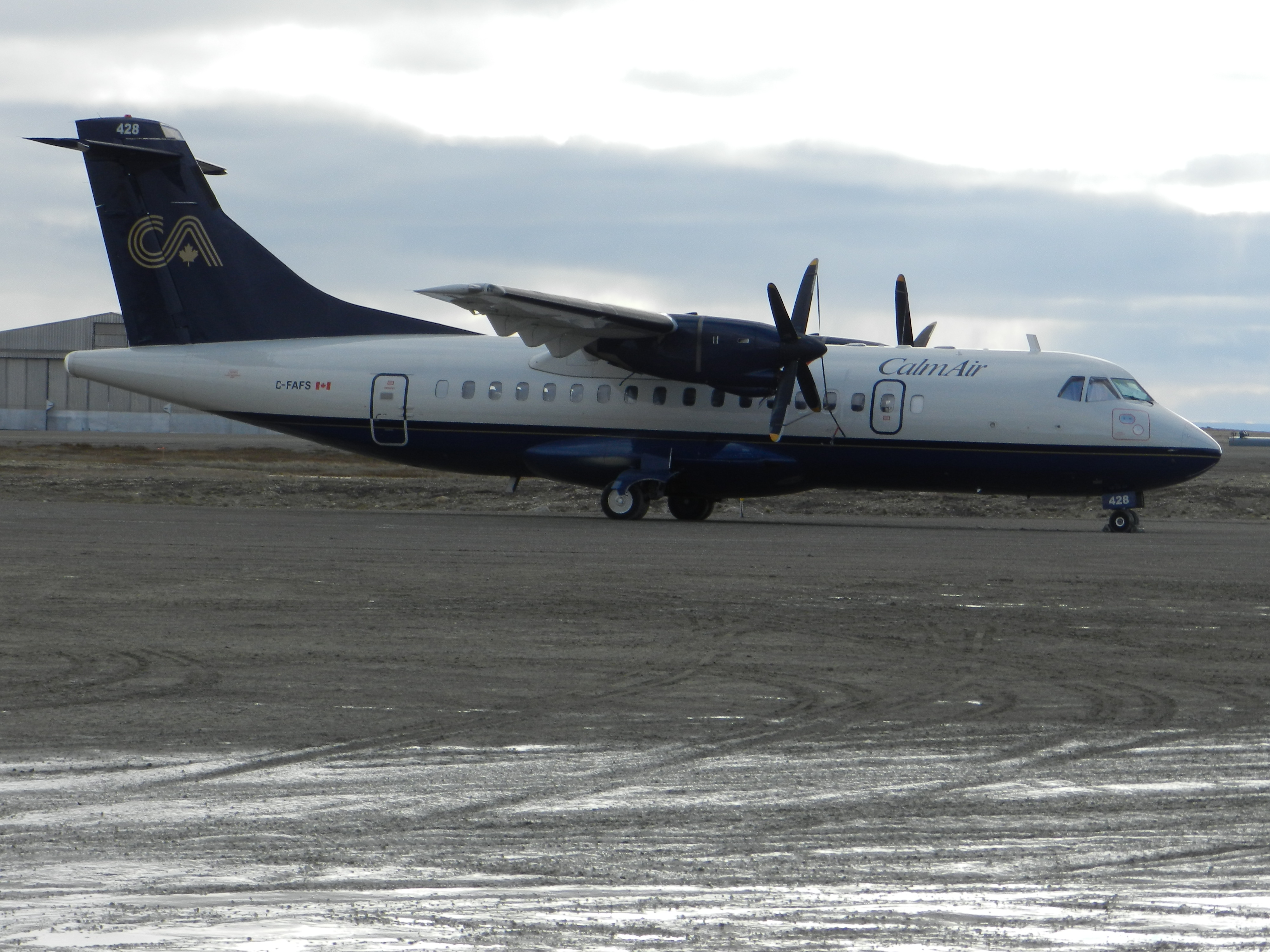
ATR 42-300

## Flotte
Au mois d' avril 2025, Calm Air exploitait les aéronefs suivants selon le registre de Transport Canada:
Tous les Saab 340 de Calmair (C-FSPB, C-FTJV, C-FTJW, C-FTLW, C-GMNM, C-GTJY) ont été vendus et remplacés par les ATR pour le service de transport régulier de passagers.
Tous les Hawker Siddeley HS.748 (C-GHSC, C-FAMO C-GDOP C-GEPB C-GSBF) ont été remplacés par les ATR. 

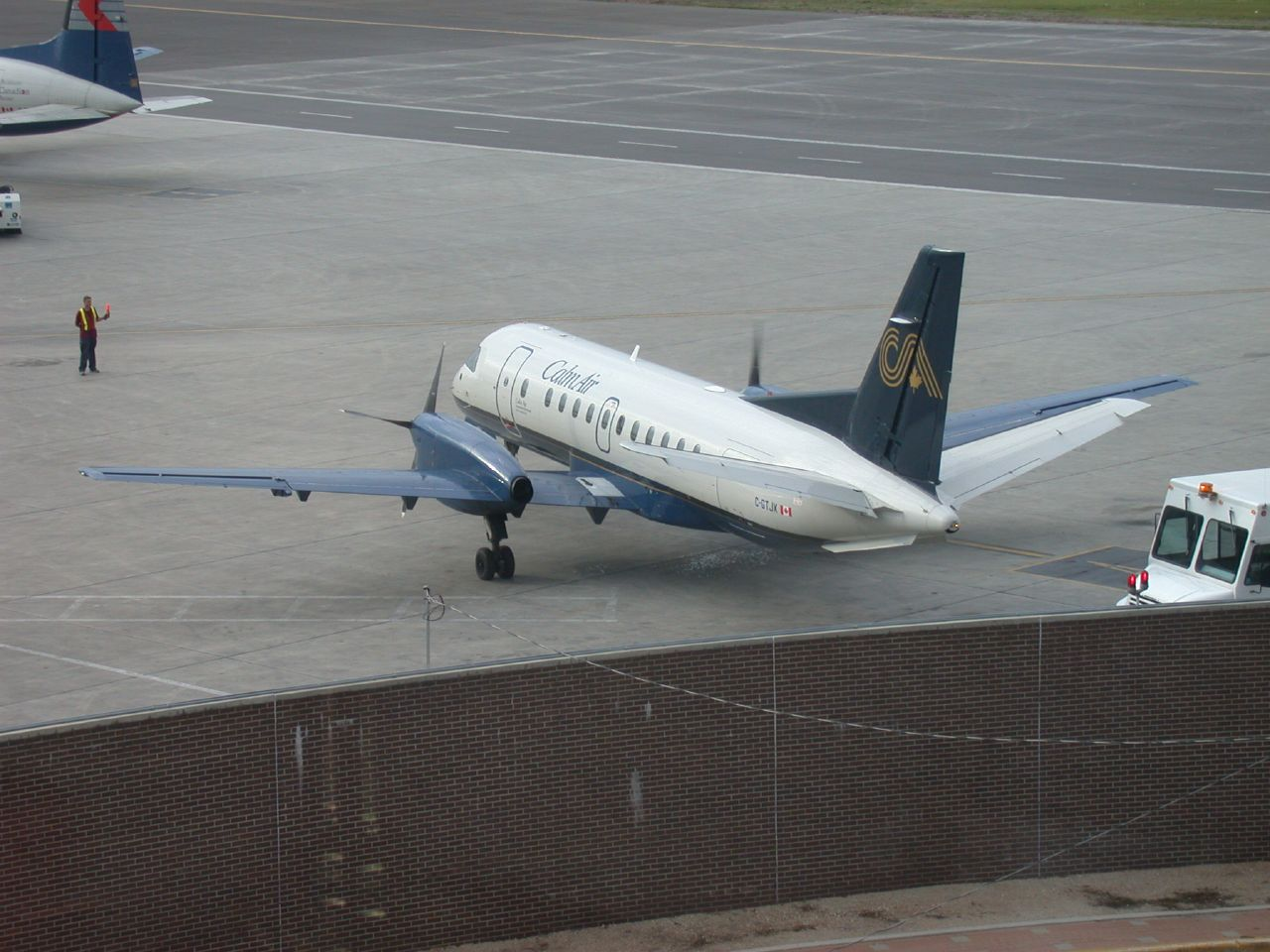
Saab 340 de la compagnie Calm Air